# Record China
Record China（レコードチャイナ）是日本一個專門報道中华人民共和国的日語新聞聚合器網站。該網站由任書劍創辦於2005年。

## 外部鏈接
- レコードチャイナ （页面存档备份，存于）